# لنارتوویتسه (استان اشوی‌داشکسیه)
لنارتوویتسه (به لهستانی: Lenartowice) یک منطقهٔ مسکونی در لهستان است که در گمینا ستاشوو واقع شده‌است. لنارتوویتسه ۱۸۷٫۴ متر بالاتر از سطح دریا واقع شده‌است.